# Айше Хатун
Айше Хатун (на турски: Ayşe Hâtûn; на османски турски: عایشه خاتون) е четвърта съпруга на османския султан Баязид II и мащеха на Селим I.
Айше Хатун,  родена през 1453 г. в Елбистан, Северна Турция, е дъщеря на Алаудевле Бозкурт бей, 11-и управител на анадолския бейлик Дулкадъроглу. През 1469 г. се омъжва за султан Баязид II в Амасия. Умира през 1504 г. няколко години преди възкачването на Селим I на престола.
Някои изследователи са смятали, че тя може би е биологична майка на Селим I, но съвременните изследвания сочат, че всъщност негова майка е първата съпруга на Баязид II – Гюлбахар Султан.